# Emil Berlanda
Emil Berlanda (* 6. Dezember 1905 in Kufstein; † 21. September 1960 in Innsbruck) war ein österreichischer Komponist und Dirigent.

## Leben
Emil Berlanda besuchte die Realschule in Innsbruck. Im Jahr 1912 begann er ebenda ein Klavierstudium bei Wenzel Franz Skop sowie am dortigen Konservatorium Studien in Klavier und Musiktheorie bei Prof. Emil Schennich. Im Jahr 1926 legte er an der Musikhochschule Wien bei Joseph Marx die Kapellmeisterprüfung ab. Bereits im Jahr 1922 trat Berlanda als Postbeamter in den Staatsdienst ein.
Ab 1932 war Berlanda Chorleiter an der Jesuitenkirche in Innsbruck. Nach dem „Anschluss Österreichs“ beantragte er am 16. Mai 1938 die Aufnahme in die NSDAP und wurde rückwirkend zum 1. Mai desselben Jahres aufgenommen (Mitgliedsnummer 6.228.130). Bereits im Jahr 1937 hatten Josef Eduard Ploner und Karl Senn, wie er Mitglieder der Arbeitsgemeinschaft Tiroler Komponisten, in der Verbotszeit einen Eid auf Adolf Hitler abgelegt.
Die Hauptschaffenszeit Berlandas als Komponist war in der NS-Zeit. Seine Gesundheit wurde ab 1938 durch Multiple Sklerose eingeschränkt und er stellte im Jahr 1950 das Komponieren ein. Mit Opus 51 Des Lebens Vergänglichkeit, einer Solokantate für Sopran und Streichorchester und Klavier, beendete er 1950 sein kompositorisches Werk. Danach arbeitete an der Universität Innsbruck als Lehrbeauftragter für Harmonielehre.
Emil Berlanda war mit Magdalena Berlanda verheiratet, welche auf Anregung von Othmar Costa den Emil-Berlanda-Preis für Musik stiftete, welcher 1981 erstmals vergeben wurde.

## Auszeichnungen
- 1952 Kunstpreis der Stadt Innsbruck für Instrumentalmusik

## Werke (Auswahl)

### Kompositionen
- Abenteuer Casanovas. Ballett in 4 Bildern[4]
- Des Lebens Vergänglichkeit. op. 51 Solokantate für Sopran und Streichorchester und Klavier (1950)

### Publikationen
- Mitarbeit in: Nikolaus Grass: Ostern in Tirol. Wagner, Innsbruck 1957.